# Унценберг
Унценберг (нем. Unzenberg) — община в Германии, в земле Рейнланд-Пфальц.
Входит в состав района Рейн-Хунсрюк. Подчиняется управлению Кирхберг. Население составляет 422 человека (на 31 декабря 2010 года). Занимает площадь 5,50 км².
Город подразделяется на 2 городских района.

## Население
| Год  | Численность | Численность |
| ---- | ----------- | ----------- |
| 1975 | 389         | [ 4 ]       |
| 2017 | 412         | [ 1 ]       |
| 2019 | 414         | [ 5 ]       |
| 2021 | 385         | [ 6 ]       |
| 2022 | 408         | [ 7 ]       |
| 2023 | 426         | [ 2 ]       |